# STS-44
La STS-44 è una missione spaziale del Programma Space Shuttle.

## Equipaggio
- Frederick D. Gregory (3) - Comandante
- Terence T. Henricks (1) - Pilota
- F. Story Musgrave (4) - Specialista di missione
- Mario Runco, Jr. (1) - Specialista di missione
- James S. Voss (1) - Specialista di missione
- Thomas J. Hennen (1) - Specialista del carico

Tra parentesi il numero di voli spaziali completati da ogni membro dell'equipaggio, inclusa questa missione.

## Parametri della missione
- Massa:
  - Navetta al lancio: 53.417 kg
  - Navetta al rientro con carico: 39.879 kg
  - Carico utile: 9.181 kg
- Perigeo: 584 km
- Apogeo: 597 km
- Inclinazione orbitale: 28.5°
- Periodo: 1 ora, 31 minuti, 54 secondi